# Saint Jérôme et le donateur Girolamo Amadi
Saint Jérôme et le donateur Girolamo Amadi est un tableau  de Piero della Francesca datant d'entre 1440 et 1450, conservée aujourd'hui aux Gallerie dell'Accademia de Venise.

## Histoire
Probablement tableau de dévotion (sujet, taille), le destinataire Girolamo Amadi, seigneur vénitien épris de peinture,  est nommé par le cartellino au pied du personnage orant à droite (HIER. AMADI. AVG. F. et l'auteur par celui figurant sur le tronc d'arbre à gauche : PETRI DE BV(R)GO S(AN)C(T)I SEPVLCRI OPVS.
Le tableau n'est connu que depuis son entrée aux Gallerie dell'Accademia de Venise en 1850 par le legs Hellman-Renier.

## Iconographie
Jérôme de Stridon,  traducteur de la Bible, est  représenté de face, assis sur un banc de pierre, à la fois au désert (près de sa grotte), et en train d'étudier les livres:  donc à la fois renonçant aux biens du Monde, et savant humaniste en étude, deux postures habituellement distinctes en peinture.
Le commanditaire (qui se prénomme Jérôme) est représenté en prière à genoux (orant) devant son saint protecteur.

## Description
Le donateur, vêtu  de rouge, est placé à droite  dans le même plan que saint Jérôme, le dérangeant pendant sa lecture provoquant son regard vers lui.
Le fond affiche une ville (Sansepolcro) dans un paysage collinaire sous un ciel bleu du côté du saint, une forteresse (Malatesta ?) et une frondaison derrière le donateur.
Le crucifix est placé à gauche planté sur le tronc de l'arbre accompagnant le saint dans son étude.

## Analyse
Le commanditaire (qui se prénomme Jérôme) est représenté  avec une taille équivalente à celui-ci suivant les principes du renouveau stylistique de la Renaissance humaniste, Piero della Francesca abandonnant définitivement la perspective inversée médiévale.
Seul le crucifix est représenté en perspective fuyante accentuée, le reste du tableau ne comportant qu'une succession de plans s'éloignant vers le fond du ciel.